# Акчурин, Анвар Гафурович
Анвар Гафурович Акчурин — советский и казахский учёный в области автомобильного транспорта и дорожного хозяйства, доктор технических наук (1979), профессор (1982), лауреат премии Ленинского комсомола Казахстана (1975), почётный дорожник Казахстана (1989), отличник Высшей школы СССР (1990), академик Международной экономической академии Евразии (1998), академик международной академии транспорта Республики Казахстан.

## Биография
Родился 28 апреля 1944 года в посёлке Битик Чапаевского района Уральской (ныне Западно-Казахстанской) области, где получил среднее образование, окончив школу с золотой медалью.
В 1965 году окончил с отличием Саратовский институт механизации и электрификации сельского хозяйства по специальности инженер-механик. Работал в ведущих исследовательских и проектных организациях РСФСР. Служил в рядах Советской Армии.
В 1970 году после окончания аспирантуры НИИ сельского хозяйства Юго-востока (город Саратов) и успешной защиты кандидатской диссертации по направлению Министерства сельского хозяйства СССР уехал работать в Казахский НИИ механизации и электрификации сельского хозяйства (город Алма-Ата) — вначале старшим научным сотрудником, затем заведующим лабораторией использования машинно-тракторного парка. Выполнил многоплановые исследования и разработки, которые легли в основу докторской диссертации, защищённой в Москве в 1976 году.
В этот период им были опубликованы книги: «Диспетчерское управление в хозяйстве», «Техническое обслуживание машинно-тракторного парка», «Техническая диагностика машин» и другие.
Лауреат премии Ленинского комсомола Казахстана в области науки и техники (1975) за цикл исследований по разработке комплекса машин и системы оперативного управления для индустриального способа уборки зерновых культур в Казахстане.
С 1979 года возглавлял Республиканский центр научной организации труда и управления производством с сетью региональных филиалов во всех областях Казахстана.
В 1983 году был переведён на работу в систему высшего образования: возглавлял Алматинский общетехнический факультет Усть-Каменогорского строительно-дорожного института, преобразованный в Алматинский филиал, а затем в Казахский автодорожный институт.
В 1984 году — кандидат в члены-корреспонденты Академии наук СССР по отделению механики и процессов управления (не был избран).
С 2000 года работал директором Центра учебно-методической работы Академии государственной службы при Президенте Республики Казахстан с сетью региональных представительств во всех областях Казахстана.
С 2003 года проректор по учебной и научной работе Института управления (Астана).
С 2006 года профессор кафедры Академии транспорта и коммуникаций (город Алма-Ата).
Под его руководством защитили дипломные проекты более 800 специалистов в сфере дорожного транспорта, управления народным хозяйством, строительства. Многие его выпускники работают на руководящих должностях государственной службы, науки и образования Республики Казахстан.
Профессор А. Г. Акчурин участвовал в разработке ряда основополагающих нормативных правовых актов в республике в сфере транспорта и коммуникаций, государственной службы, образования и науки.
Академик А. Г. Акчурин вёл активную работу по подготовке и повышению квалификации научных кадров. Им лично подготовлено 19 кандидатов и 3 доктора наук, создана научная школа, известная своими трудами как на территории бывшего СССР, так и за рубежом.
Автор более 400 публикаций в отечественных и зарубежных научных изданиях, в том числе 24 книг. Имеет 25 авторских свидетельств на изобретения.
Награждён нагрудным знаком «За заслуги в развитии науки Республики Казахстан» (2011).
Умер 27 мая 2015 года в Алма-Ате.

## Память
Именем А. Г. Акчурина названа аудитория в Казахской академии транспорта и коммуникаций имени М. Тынышпаева.